# Vecuronium
Vecuronium bromide, được bán dưới tên thương mại Norcuron cùng với một số những tên khác, là một loại thuốc được sử dụng như một phần trong quá trình gây mê toàn thân, từ đó làm dãn cơ xương để hỗ trợ trong quá trình phẫu thuật hoặc thở máy. Chúng cũng được sử dụng để hỗ trợ cho việc đặt nội khí quản; tuy nhiên, suxamethonium (succinylcholine) thường được ưu tiên sử dụng cho mục đích này nếu cần phải thực hiện nhanh chóng. Thuốc được đưa vào cơ thể qua đường tiêm vào tĩnh mạch. [1] Tác dụng thuốc đạt lớn nhất sau khoảng 4 phút và kéo dài tối đa một giờ.
Các tác dụng phụ có thể kể đến như huyết áp thấp và tê liệt kéo dài. Phản ứng dị ứng là rất hiếm gặp. Mức độ an toàn nếu sử dụng thuốc trong thời kỳ mang thai vẫn là chưa rõ ràng. Vecuronium là một aminosteroid nằm trong nhóm thuốc ức chế thần kinh-cơ và là thuốc không khử cực. Chúng hoạt động bằng cách ngăn chặn các tác động của acetylcholine trên cơ xương.
Vecuronium đã được phê duyệt để sử dụng trong y tế tại Hoa Kỳ vào năm 1984. Nó nằm trong danh sách các thuốc thiết yếu của Tổ chức Y tế Thế giới, tức là nhóm các loại thuốc hiệu quả và an toàn nhất cần thiết trong một hệ thống y tế. Vecuronium có sẵn dưới dạng thuốc gốc. Tại Hoa Kỳ, chi phí thuốc không quá 25 USD một liều. Các hiệu ứng gây ra có thể được đảo ngược khi sử dụng công thức kết hợp neostigmine và atropine.